# Eupithecia denotata
Eupithecia denotata (tên tiếng Anh: Campanula Pug) là một loài bướm đêm thuộc họ Geometridae. Loài này có ở Tây Âu tới Trung Á và Trung Quốc.
Sải cánh dài khoảng 20 mm. Có một lứa một năm con trưởng thành bay từ đầu tháng 5 đến tháng 8.
Ấu trùng ăn các loài Campanula, bao gồm Campanula trachelium. Ấu trùng của phân loài jasioneata ăn Jasione montana. Ấu trùng có thể tìm thấy từ tháng 8 đến tháng 10. Nó qua đông trong giai đoạn nhộng.

## Phụ loài
- Eupithecia denotata denotata
- Eupithecia denotata jasioneata Crewe, 1881 -Jasione Pug

## Hình ảnh

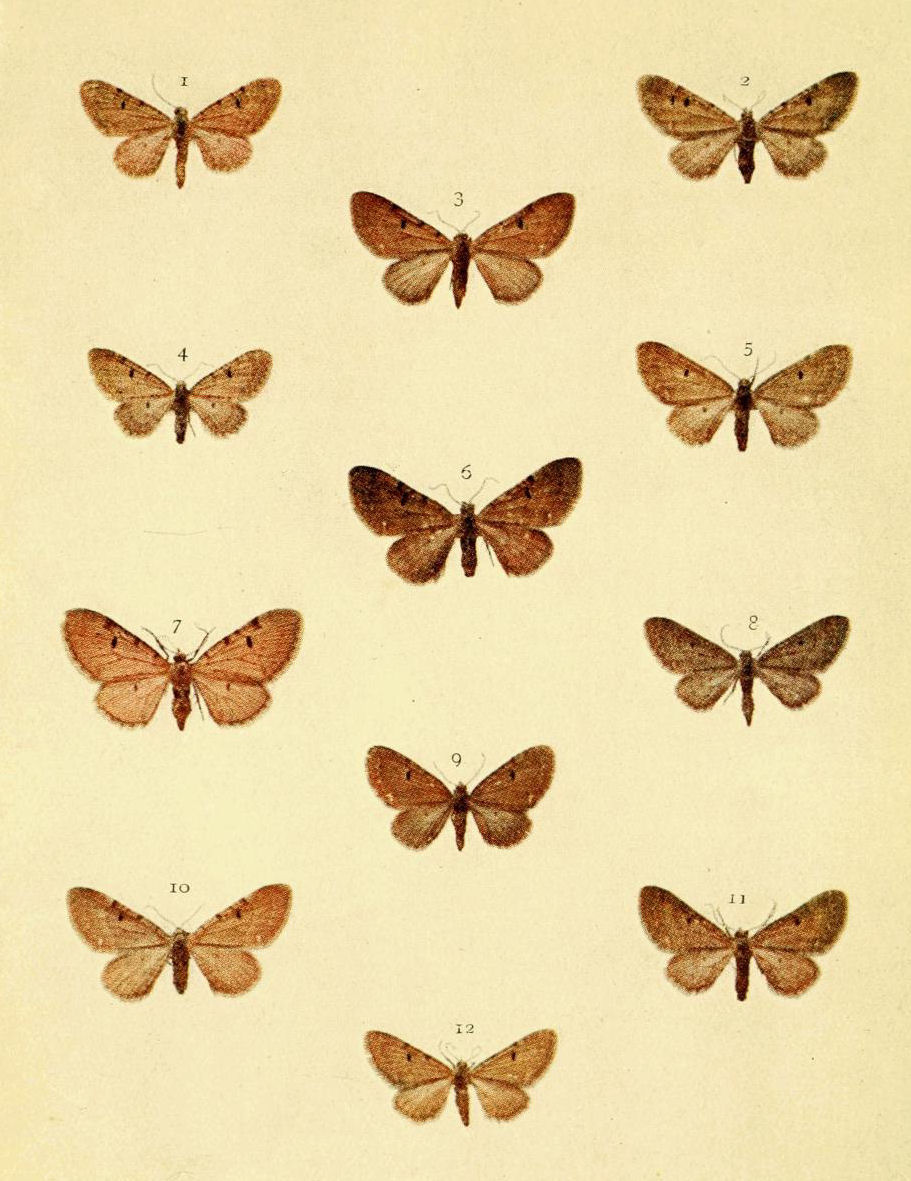